# آآکاپا
آآکاپا (به فرانسوی: 'A'akapa) یک آبادی در فرانسه است که در نوکو-هیوا واقع شده‌است. آآکاپا ۰٫۴۵۳ کیلومتر مربع مساحت و ۱۱۵ نفر جمعیت دارد.